# Louis Homet
Louis Homet (Parigi, 1691 – Parigi, 27 o 28 agosto 1767) è stato un cantore e compositore francese, nonché maestro di cappella.

## Biografia
Fin da bambino fu istruito in campo musicale: nel 1699 cantava come chierichetto nel coro della Sainte-Chapelle di Parigi. Fu allievo di Marc-Antoine Charpentier fino alla morte di quest'ultimo, nel 1704; quindi studiò presso Nicolas Bernier. Nel 1710 fu accettato come cantore nel coro della cattedrale di Chartres; dall'anno successivo divenne maestro di musica nel coro dei bambini della chiesa di Saint Jacques la Boucherie e tra il 1711 e il 1714, assunto dal compositore Sébastien de Brossard, probabilmente ricoprì lo stesso incarico alla cattedrale di Évreux, anche se altre fonti sostengono che in quel periodo si trovasse ad Amiens.
Dal 1714 al 1731 si stabilì a Orléans. Lì prestò servizio nella cattedrale come maestro di musica fino al 1717, quando fu licenziato; citò in giudizio il capitolo della cattedrale per mantenere la sua prebenda, ma perse la causa e fu trasferito al ruolo di funzionario laico fino al 1718. Si mise quindi a insegnare (scrittura oppure latino), fino al 1722, quando fu reintegrato come corista. Nel 1724 fece domanda, senza successo, per il ruolo di insegnante di canto alla cattedrale di Chartres; dall'anno seguente insegnò nuovamente alla cattedrale di Orléans. In questa città Homet riportò in vita un'Accademia di musica originariamente fondata nel 1670. L'accademia, che operò dal 1721-1722 al 1730 (quando chiuse per mancanza di fondi), consisteva in uno spazio in cui artisti dilettanti potevano esibire opere di propria composizione. Nel 1729-1730 (forse anche dal 1725 al 1733), Homet fu al servizio di Stanislao Leszczyński, re di Polonia in esilio al castello di Chambord, come musicista di corte. Nel 1731 tornò a Chartres.
Dal 1734 al 1748 ricoprì il prestigioso ruolo di maestro del coro alla cattedrale di Notre Dame di Parigi. In quel periodo contribuì alla formazione del giovane compositore François Giroust, nato nel 1738.